# Stalachtis boyi
Stalachtis boyi är en fjärilsart som beskrevs av Hans Ferdinand Emil Julius Stichel 1925. Stalachtis boyi ingår i släktet Stalachtis och familjen juvelvingar. Inga underarter finns listade i Catalogue of Life.